# Рябова, Галина Олеговна
Рябова Галина Олеговна (15 декабря 1955, Норильск, Красноярский край) — советский и российский учёный-физик и астроном, педагог, специалист по изучению искусственных малых тел Солнечной системы, доктор физико-математических наук (2002). Профессор кафедры астрономии и космической геодезии.

## Биография
В 1977 окончила Томский ГУ (ТГУ). С 1978 работает в НИИ прикладной математики и механики ТГУ, прошла путь от м.н.с. до г.н.с. С 2002 – проф. физ. фак. ТГУ.
В 2002 защитила докторскую диссертацию «Математическое моделирование образования и эволюции метеорных потоков» по специальности «астрометрия и небесная механика» , СПбГУ (2002). (научный руководитель Т. В. Бордовицына)
Исследователь (руководитель группы) ряда грантов РФФИ, федеральных целевых программ, программ Министерства образования и науки РФ.
Cоорганизатор (совместно с David J. Asher) сессии SB4 «Метеорные потоки: структура, наблюдения, моделирование, происхождение» Европейского планетарного научного конгресса 2009 (EPSC2009), 13–18 сентября 2009 г., Потсдам, Германия.
Член Международного астрономического союза (с 2003 г.).
Член оргкомитета Комиссии 22 «Метеоры, метеориты и межпланетная пыль» Отделения F МАС (2012–2015 гг.).
Член оргкомитета Комиссии F1 «Метеоры, метеориты и межпланетная пыль» Отделения F МАС (с 2015 г.).
Председатель рабочей группы 22 Комиссии 22 Отдела F МАС по сотрудничеству профессионалов и любителей в области метеоров (2009–2012), член рабочей группы (2012–2015).
Член Международной метеорной организации (International Meteor Organization) (1991), член Совета Международной метеорной организации (с 2016).
В 2017 году была представителем Томского госуниверситета в EUROPLANET
Рецензент следующих международных журналов: Solar System Research; Earth, Moon and Planets; Planetary and Space Science, Astronomy and Astrophysics, Monthly Notices of the Royal Astronomical Society, Contributions of Astronomical Observatory Skalnaté Pleso.

## Научный вклад
Наиболее значимые исследования Рябовой Г.О. связаны с математическим моделированием метеороидных потоков.
Одна из основных задач метеорной астрономии – это получение распределения метеороидного вещества и пыли в Солнечной системы. Восстановление общей картины образования и формирования метеороидного потока при наличии большого количества неопределенных параметров является задачей высокого класса сложности, которую приходится решать, в основном, статистически. Вот почему для ее решения удобен метод математического моделирования. Существует только три относительно полных математических модели метеороидных потоков: Персеид, Геминид и Леонид. Модель Геминид построена Рябовой Г.О. на основе оригинального метода вложенных полиномов и численных методов. Для моделирования других потоков – Квадрантид, эта-Аквариид, Орионид, потоков астероида 1620 Географ – использовались численные методы.
Достойны упоминания также вероятностный метод, позволяющий моделировать поток частиц из ядра кометы на траекторию космического аппарата, и исследование параметров вращения и неупругой релаксации астероида 1620 Географ.
В честь Галины Олеговны Рябовой назван астероид (17859)_Galinaryabova.
В 2019 издательство Cambridge University Press выпустило книгу «Метеороиды. Источники метеоров на Земле и за ее пределами», главным редактором которой выступила главный научный сотрудник НИИ ПММ и профессор физического факультета Галина Рябова совместно с David J. Asher и Margaret D. Campbell-Brown

## Педагогическая деятельность
В разные годы читала в ТГУ спецкурсы:
- «Типографика и презентация»;
- «Геофизика и физика планет»;
- «Технология программирования».

## Из библиографии
Автор более 63 научных трудов и монографий, в том числе:

### Диссертации
- Рябова, Галина Олеговна. Математическая модель образования и эволюции метеорного потока Геминид : дис. ... канд. физ.-матем. наук : 01.03.01. - Томск, 1989. - 145 с.
- Рябова, Галина Олеговна. Математическое моделирование образования и эволюции метеорных потоков : дис. ... докт. физ.-матем. наук : 01.03.01. - Томск, 2001. - 200 с.

### Книги
- Mathematical Modelling of Meteoroid Streams[7]. ISBN 978-3-030-51510-2. Cham: Springer International Publishing, 2020.
- Meteoroids: Sources of Meteors on Earth and Beyond[8]. Editors: Galina O. Ryabova, David J. Asher and Margaret D. Campbell-Brown. ISBN 9781108426718. Cambridge University Press, 2019